# Lijst van afleveringen van MythBusters (seizoen 2)
Dit is een lijst van de verschillende mythes en broodjeaapverhalen uitgetest in het tweede seizoen van de televisieserie Mythbusters. Mythes kunnen drie uitkomsten hebben: Busted (de bewering klopt niet) Plausible (de bewering is mogelijk juist), of Confirmed (de bewering werd bevestigd).

## Aflevering 9 — "Chicken Gun, Octopus Egg Pregnancy, Killer Washing Machine"

### Chicken Gun
| Mythe                                                                                                   | Status  | Notities                                                                                                |
| --- | ------- | --- |
| Een bevroren kip die uit een kanon wordt gelanceerd, heeft meer penetratiekracht dan een ontdooide kip. | Busted¹ | Oorspronkelijk werd deze mythe ontkracht. Later werd hij opnieuw getest in Mythsrevisited in seizoen 2. |

### Killer Washing Machine
| Mythe | Status | Notities |
| --- | ------ | --- |
| Tijdens een poging al zijn wasgoed in zijn wasmachine te proppen door erop te gaan staan, zette een man de machine per ongeluk aan. Hierdoor werd hij zo hard rondgedraaid dat hij een pak wasmiddel omstootte. De hond van de man schrok hier zo van dat hij op het waspoeder urineerde, met een explosie tot gevolg. | Busted | Niets van de mythe is waar of zelfs maar plausibel. Een normale wasmachine kan, zelfs als hij leeg is en op centrifugeren staat, gewoon met de voeten worden stilgezet. Daarnaast hebben de meeste wasmachines een veiligheidsmechanisme dat voorkomt dat de machine kan worden aangezet als de deur open is. Verder reageert waspoeder niet op een dusdanige manier met hondenurine dat er een explosie ontstaat. |

### Octopus Egg Pregnancy
| Mythe | Status | Notities |
| --- | ------ | --- |
| Een vrouw slikte bij het zwemmen per ongeluk inktviseitjes in, die in haar maag uitkwamen en ze symptomen begon te vertonen gelijk aan zwangerschap. | Busted | De menselijke maag is, vooral vanwege het maagzuur, een totaal ongeschikte plaats voor inktviseitjes om uit te komen. |

## Aflevering 10 — "Explosive Decompression, Frog Giggin', Rear Axle"

### Explosive Decompression
Deze mythe werd opnieuw getest in MythBusters Revisited in seizoen 3.
| Mythe | Status | Notities |
| --- | ------ | --- |
| Explosieve decompressie kan ontstaan wanneer een kogel wordt afgevuurd door de wand van een vliegtuig dat zich in de lucht bevindt. Als gevolg hiervan breekt dan vrijwel de gehele wand van het vliegtuig open. | Busted | Het drukverschil tussen binnen en buiten een vliegtuig is niet groot genoeg om via een kogelgat in de wand de gehele wand open te scheuren. |

### Frog Giggin'
| Mythe | Status | Notities |
| --- | ------ | --- |
| Een man gebruikte ooit een kogel om een doorgebrande zekering van zijn auto te vervangen. Maar tijdens het rijden werd de kogel zo heet dat hij spontaan werd afgevuurd en in het been van de man terechtkwam. | Busted | Een kogel kan dienstdoen als zekering. Maar zelfs na het creëren van kortsluiting werd de kogel niet afgevuurd. Pas toen de bedrading werd opgevoerd om een grotere hitte op te wekken werd de kogel afgevuurd, maar had hij niet genoeg kracht om iemand serieus te verwonden. |

### Rear Axle
| Mythe | Status | Notities |
| --- | ------ | --- |
| Een staalkabel vastgemaakt aan zowel een lantaarnpaal als de achteras van een politieauto kan bij het wegrijden de achteras geheel onder de auto vandaan rukken. (zoals in de film American Graffiti). | Busted | Pas nadat de as enorm was verzwakt brak hij los. Daarbij bleef de as ook bij het losbreken onder de auto haken. |

## Aflevering 11 — "Sinking Titanic, Goldfish Memory, Trombone Explosion"

### Goldfish Memory
| Mythe                                                                                      | Status | Notities |
| ------------------------------------------------------------------------------------------ | ------ | --- |
| Een goudvis heeft zo'n slecht geheugen dat hij dingen slechts drie seconden kan onthouden. | Busted | Jamie was in staat zijn vissen zo te trainen dat ze kleurpatronen herkenden en zo een obstakelkoers konden afleggen op weg naar hun eten. Ze wisten zelfs een maand later nog steeds wat Jamie hun had geleerd. |

### The Mad Trombonist
| Mythe | Status | Notities |
| --- | ------ | --- |
| Een trombonist had ooit een rotje in zijn trombone gestopt. Tijdens het spelen van de laatste toon van de 1812 Overture, gebruikte hij dit rotje voor wat extra lawaai. De explosie lanceerde zowel de sordino als de schuif van de trombone. De schuif raakte de dirigent, en sloeg hem achterover het publiek in. Ook spleet de trombone open. | Busted | Met een rotje werd de sordino inderdaad gelanceerd, en raakte de dirigent (Buster). Maar Buster viel niet achterover. Pas bij een explosie gelijk aan dat van zes modelraketten viel hij om, maar voorover in plaats van achterover. De trombone werd bijna geheel vernietigd, maar spleet niet open en maakte bovendien nog geluid. |

### Sinking Titanic
| Mythe | Status | Notities |
| --- | ------ | --- |
| Een zinkend schip creëert genoeg zuigkracht om mensen die zich erboven bevinden onder water te trekken. Dit is een mythe die vooral de ronde doet over de RMS Titanic. | Busted | Hoewel ze maar een klein schip gebruikten, slaagden Adam en Jamie er niet in dit effect te bereiken. Zelfs niet toen ze boven op het schip stonden op moment van zinken. |

## Aflevering 12 — "Break Step Bridge, Toothbrush Surprise, Rowing Water Skier"

### Breakstep Bridge
| Mythe                                                                                                | Status                     | Notities |
| --- | -------------------------- | --- |
| Als soldaten over een brug marcheren, kan dit soms zulke trillingen veroorzaken dat de brug instort. | Busted/Plausible/Confirmed | Er waren wat problemen met het uittesten van deze mythe. Zo kregen de mythbusters het niet voor elkaar om marcherende soldaten goed na te bootsen. Toen de mythe later werd hertest, bleek hij Plausible te zijn. |

### Rowing Water Skier
| Mythe                                                 | Status    | Notities |
| ----------------------------------------------------- | --------- | --- |
| Het is mogelijk om te waterskiën achter een roeiboot. | Confirmed | Er moest weliswaar een wedstrijdboot met acht professionele roeiers aan te pas komen, maar Jamie slaagde erin 40 seconden te waterskiën achter een roeiboot. |

### Toothbrush Surprise
| Mythe                                                           | Status                 | Notities |
| --------------------------------------------------------------- | ---------------------- | --- |
| Fecal coliforms-bacteriën kunnen groeien op tandenborstelharen. | Gedeeltelijk Confirmed | De bacteriën werden inderdaad gevonden op alle uitgeteste tandenborstel, zelfs op de controleborstels die expres ver van de rest waren gezet en niet waren gebruikt. Maar geen van de borstels bevatte genoeg bacteriën voor eventueel gevaar, en een expert verklaarde dat je nooit kan voorkomen dat bacteriën op je tandenborstel groeien. |

## Aflevering 13 — "Buried in Concrete, Daddy Long-legs, Jet Taxi"

### The Hunt for Hoffa
Deze mythe draaide geheel om Jimmy Hoffa, een vakbondsleider die ooit op mysterieuze wijze verdween, en waarvan wordt beweerd dat hij begraven ligt onder de ten-yard bump in Giants Stadium.
| Mythe                                            | Status | Notities |
| ------------------------------------------------ | ------ | --- |
| Jimmy Hoffa ligt begraven in het Giants Stadium. | Busted | Adam en Jamie gebruikten een speciaal apparaat om te meten of er een lichaam begraven ligt onder de grond, en doorzochten daarmee alle plaatsen in het stadion waarvan beweerd wordt dat Jimmy Hoffa er zou liggen. Maar er werd niets gevonden. |

### Daddy Long-Legs
| Mythe | Status | Notities |
| --- | ------ | --- |
| Een trilspin is in feite giftiger dan elke andere spin, maar ze kunnen niet door menselijke huid heen bijten. | Busted | Een trilspin was in staat Adam (die doodsbang is voor spinnen) te bijten, maar hij voelde enkel heel even een brandend gevoel. Analyse van het gif toonde aan dat het bij lange na niet giftig genoeg is om een mens te doden, in tegenstelling tot bijvoorbeeld het gif van de Zwarte weduwe |

### Jet Taxi
Dit was de eerste keer dat de MythBusters een mythe niet konden bevestigen of ontkrachten vanwege logistieke redenen. Op het laatste moment trok de verzekeringsmaatschappij die het vliegtuig zou regelen zich terug. Echter, Top Gear van de BBC was later in staat om de mythe te bevestigen.
| Mythe | Status                 | Notities |
| --- | ---------------------- | --- |
| Zogturbulentie uit een vliegtuig kan een taxi die, op het moment dat het vliegtuig opstijgt, achter het vliegtuig langsrijdt omver blazen. | Gedeeltelijk Plausible | Adam en Jamie probeerden een taxi die ze hadden bemachtigd omver te blazen, maar konden de mythe niet goed genoeg testen omdat ze geen echt vliegtuig tot hun beschikking hadden. Later werd Confirmed dat in Brazilië inderdaad een keer een taxi van de weg is afgeblazen door een vliegtuig. Maar de kans dat een auto achter een opstijgend vliegtuig langsrijdt is zeer ongeloofwaardig. |

## Aflevering 14 — "Myths Revisited"
Dit is de eerste aflevering waarin de MythBusters oudere mythes opnieuw uittesten omdat de kijkers nogal kritiek hadden op de originele testmethoden.

### Breakstep Bridge
| Mythe | Status    | Notities |
| --- | --------- | --- |
| Soldaten die over een brug marcheren, kunnen trillingen veroorzaken die de brug doen instorten. Soldiers marching in unison can cause harmonic oscillation in a bridge and cause it to collapse. (Uit Breakstep Bridge, seizoen 1, Aflevering 12) | Plausible | De eerste keer dat de mythe werd getest met een miniatuur brug leverde dit niet de goede gegevens op. Bij deze test werd de natuurlijke resonantie van een gewone houten brug getest. Als gevolg daarvan kreeg de mythe het eindresultaat Plausible, maar het was erg onwaarschijnlijk dat dit ooit echt zou gebeuren |

### Chicken Gun
| Mythe | Status    | Notities |
| --- | --------- | --- |
| Een bevroren kip heeft meer penetratiekracht dan een ontdooide kip indien afgeschoten uit een speciaal kanon. (Uit Chicken Gun, seizoen 1, Aflevering 9) | Plausible | De kippen werden afgeschoten op constructies met meerdere glasplaten. De bevroren kippen braken er meer dan de ontdooide. Werd toch Plausible omdat er geen bewijs is dat dit kanon ooit echte een keer is gebruikt voor het testen van vliegtuigramen, zoals de mythe suggereert. |

### Ice Bullet
| Mythe | Status     | Notities |
| --- | ---------- | --- |
| Een huurmoordenaar kan iemand vermoorden met een kogel van ijs, zodat er geen bewijs achterblijft.(Uit Ice Bullet, seizoen 1, Aflevering 1) | Her-Busted | De kritiek was dat Adam en Jamie de vorige keer de kogels te snel bevroren. Ditmaal gebruiken de Mythbusters kogels die langer in de vriezer hadden gelegen en dus sterker waren. Maar het resultaat was hetzelfde: een ijskogel smelt voordat hij het vuurwapen zelfs maar heeft verlaten. |

### Cell Phone Destruction
| Mythe | Status     | Notities |
| --- | ---------- | --- |
| Gebruik maken van je mobiele telefoon tijdens het tanken van benzine kan een explosie veroorzaken. (Uit Cell Phone Destruction, seizoen 1, Aflevering 2) | Her-Busted | Er werd nu onder andere getest wanneer een mobiele telefoon de meeste spanning afgeeft, maar het resultaat bleef hetzelfde. Mobiele telefoons kunnen geen benzine doen ontbranden. |

### Biscuit Bazooka
| Mythe | Status | Notities |
| --- | ------ | --- |
| Een spuitbus of blikje cola dat in een hete auto wordt achtergelaten kan ontploffen. (Spin-off van de Biscuit Bazooka mythe, Pilot 2) | Busted | De spuitbussen ontploften niet in de auto, zelfs niet na uren in de zon. Zowel de spuitbussen als de cola hadden een temperatuur van 300 °F (150 °C) nodig om te ontploffen |

### Exploding Implants
| Mythe | Status | Notities                                                                                       |
| --- | ------ | ---------------------------------------------------------------------------------------------- |
| Een opblaasbare beha kan ontploffen in een vliegtuig dat opstijgt vanwege de lage luchtdruk. (Spin-off van de Exploding Implants mythe uit seizoen 1, aflevering 2) | Busted | Zelfs bij een luchtdruk die al te laag was voor een mens om te overleven bleef de beha intact. |

### Peeing on the Third Rail
| Mythe | Status           | Notities |
| --- | ---------------- | --- |
| Urineren op schrikdraad kan elektrocutie veroorzaken. (Spin-off van Peeing on the Third Rail, seizoen 1, Aflevering 3) | Busted/Confirmed | Bij het hertesten bleek de mythe van het schrikdraad waar te zijn. De derde rail mythe (waar het in seizoen 1 om draaide) was nog steeds Busted. |

### Goldfinger
| Mythe | Status     | Notities |
| --- | ---------- | --- |
| Indien je iemands lichaam geheel met goudverf insmeert, zal die persoon sterven omdat de huid niet meer kan ademen, zoals in de James Bond-film Goldfinger. (Uit Goldfinger, Pilot 3) | Her-Busted | Toen Adam de mythe testte nam zijn lichaamstemperatuur wel iets toe, maar het was niet dodelijk. Toen Jamie de mythe herteste, nam zijn temperatuur niet toe, waarschijnlijk had Adam een lichte verhoging tijdens het testen. |

## Aflevering 15 — "Scuba Diver, Car Capers"

### Forest Fire Scuba Diver
| Mythe | Status | Notities |
| --- | ------ | --- |
| Een SCUBA duiker kan worden opgezogen door een blusvliegtuig of helikopter en vervolgens in een bosbrand worden gedumpt. | Busted | De pompen die worden gebruikt door blushelikopters kunnen niet blijven zuigen als ze eenmaal in de lucht zijn. Zodra de pomp wordt uitgezet zou een eventueel opgezogen duiker direct terugvallen in het water. De pompen hebben ook niet genoeg zuigkracht om iemand die dieper zit naar boven te zuigen. |

### Car Capers
| Mythe                                                                                       | Status    | Notities |
| ------------------------------------------------------------------------------------------- | --------- | --- |
| Als je de uitlaat van een auto dichtstopt met iets, zal de motor uitvallen                  | Busted    | Alle gebruikte voorwerpen (o.a. een aardappel, een banaan en een ei) werden gewoon uit de uitlaat gelanceerd. |
| Als een kogel een benzinetank raakt, ontploft deze.                                         | Busted    | De tank ontplofte niet. Dit werd hertest in MythBusters Revisited in seizoen 3. |
| Een autodeur biedt voldoende bescherming tegen kogels in een vuurgevecht.                   | Busted    | Kogels vlogen gewoon door de autodeur heen en zouden iemand die zich erachter verstopt verwonden. |
| Als je vloeibare gootsteenontstopper in je tank doet, vernietig je de motor.                | Busted    | De motor liep gewoon door. |
| De motor wordt vernietigd als je bleekmiddel in de tank stopt.                              | Plausible | De motor hield er snel mee op, maar was niet geruïneerd. De volgende dag was de binnenkant van de benzinetank bedekt met roest. |
| De motor wordt vernietigd als je suiker in de benzinetank stopt.                            | Busted    | De motor liep zelfs beter met suiker dan zonder. |
| Als je een mottenbal in de tank stopt, vergroot dat het octaangetal van de benzine.         | Plausible | De motor startte nog steeds, maar begon al snel te sputteren. Toen Jamie het gaspedaal intrapte, klonk de motor een stuk sterker dan eerst.                                                                                                   |
| Als je radiator kurkdroog staat, kan je cola gebruiken als vervanging van de koelvloeistof. | Plausible | De auto liep inderdaad met cola in de radiator, maar zou op den duur problemen kunnen gaan geven. |
| Als je radiator lek is, kan je het lek dichten door een rauw ei in de radiator te stoppen.  | Plausible | De motor werd gestart, en nadat het ei in de radiator was gegoten stopte het lekken. |
| Een stukje metaal kan een motor geheel vernietigen als het in de carburateur valt.          | Busted    | Een muntje werd expres in de carburateur gegooid, maar dit gaf alleen een ratelend geluid. De motor liep gewoon door. |
| Als je bleekmiddel mengt met de olie van de auto, vernietig je de motor.                    | Confirmed | De motor startte eerst wel, maar begon al snel te roken en raakte kort daarop oververhit. De motor was zelfs zo heet dat het houten onderstel vlam vatte en Adam een ei kon bakken op de uitlaatpijp. De motor werd onherstelbaar vernietigd. |

## Aflevering 16 — "Ancient Death Ray, Skunk Cleaning, What Is Bulletproof?"

### Ancient Death Ray
Deze mythe bracht zoveel kritiek van fans met zich mee, dat in seizoen 3 een gehele aflevering er opnieuw aan werd gewijd.
| Mythe | Status | Notities |
| --- | ------ | --- |
| Archimedes bouwde ooit een enorme spiegel waarmee hij zonlicht weerkaatste naar Romeinse schepen, en ze zo in brand stak. | Busted | Om enig effect te hebben zou de spiegel buitengewoon groot moeten zijn, en zelfs dan stijgt de temperatuur van het hout maar enkele graden. |

### Skunked!
De stank van een stinkdier kan worden verwijderd met...
| Mythe                                                               | Status                 | Notities |
| ------------------------------------------------------------------- | ---------------------- | --- |
| ...tomatensap                                                       | Plausible              | De sterke geur van het tomatensap verdringt de stank, totdat je gewend raakt aan de tomatengeur en de stinkdiergeur weer de overhand krijgt. |
| ...commerciële schoonmaakmiddelen                                   | Gedeeltelijk Confirmed | De geteste commerciële schoonmaakmiddelen hadden maar een zeer klein effect.                                                                 |
| ...een mix van zeep, waterstofperoxide en natriumwaterstofcarbonaat | Confirmed              | In totaal werkte dit het beste. |
| ...bier.                                                            | Busted                 | Had geen effect |
| ...door te douchen.                                                 | Busted                 | Had eveneens geen effect. |

### What is Bulletproof?
Een kogel kan worden gestopt door…
| Mythe                                                                          | Status    | Notities |
| ------------------------------------------------------------------------------ | --------- | --- |
| … een boek                                                                     | Busted    | Om een kogel van een .22LR geweer te stoppen heb je al snel een boek van 400 bladzijdes nodig. Iets sterkers dan dat schiet door elk soort boek heen. |
| ...een deck speelkaarten                                                       | Busted    | Het deck kon geen enkele kogel stoppen |
| ...een Zippo aansteker                                                         | Busted    | Ook de aansteker kon geen enkele kogel stoppen |
| ...het polycarbonaat schild dat de Mythbusters altijd gebruiken bij explosies. | Busted    | Ook het schild hield geen enkele kogel tegen. |
| ...een dikker polycarbonaat paneel waarvan wordt vermeld dat het kogelvrij is. | Plausible | De meeste kogels worden door dit schild gestopt, maar de zwaardere modellen schoten erdoorheen.                                                       |

## Aflevering 17 — "Elevator of Death, Levitation Machine"

### Elevator of Death
Deze mythe draait om een liftbediende die ooit een nog levende vrouw vond in een gevallen lift in het Empire State Building.
| Mythe                                                                                           | Status | Notities |
| ----------------------------------------------------------------------------------------------- | ------ | --- |
| Het is mogelijk om een liftval te overleven door op het allerlaatste moment omhoog te springen. | Busted | De springkracht van een mens is niet groot genoeg om het effect van een vallende lift op te heffen. Het beste advies is om plat op de grond te gaan liggen. |

### Levitation Machine
| Mythe                                                                                                 | Status                 | Notities |
| --- | ---------------------- | --- |
| Iedereen kan thuis een hovercraft bouwen van normale spullen en met een budget van onder de $1000.00. | Gedeeltelijk Plausible | Hoewel ze valsspeelden en iets over het budget heen gingen, wisten zowel Adam als Jamie een functionerende hovercraft te maken. |

## Aflevering 18 — "Beat the Radar Detector"

### Plywood Builder
| Mythe | Status | Notities |
| --- | ------ | --- |
| Je kan een val vanaf een gebouw overleven door een plaat van Multiplex vast te houden. Dit zal je val genoeg vertragen. | Busted | De multiplexplaat vertraagde de val van Buster totaal niet. Ook Adam en Jamies zelfgebouwde constructies van multiplex hadden geen effect. Een tweede mythe, dat je zelfs zou kunnen zweven met multiplex, werd ook ontkracht. Dit is opnieuw getest in seizoen 3, aflevering 38.      |
| Zelfde mythe, maar dan met een paraplu.                                                                                 | Busted | Hoewel een paraplu (afhankelijk van het formaat) een val wel kan afremmen, was de klap bij het neerkomen nog steeds dodelijk. Het beste effect van een paraplu is dat hij iemand rechtop laat vallen zodat die persoon op zijn/haar voeten land en schade op het hoofd beperkt blijft. |

### Beat the Radar Gun
Dit is de eerste mythe die geheel getest werd door de Junior Mythbusters, zonder Adam en Jamies hulp.
Je kan op een legale manier een snelheidsmeter of Lidar van de politie misleiden door…
| Mythe | Status              | Notities |
| --- | ------------------- | --- |
| ...met een sleutelbos te rammelen                                                                           | Busted              | Geen effect |
| ...een discobol aan je achteruitkijkspiegel te hangen.                                                      | Busted              | Niet alleen had de bol geen effect, het is ook illegaal om iets groots als een discobol aan je achteruitkijkspiegel te hangen. |
| ...cd's aan je achteruitkijkspiegel te hangen.                                                              | Busted              | Zelfde als de discobol |
| ...de wieldoppen van je auto te bedekken met aluminiumfolie.                                                | Busted              | Geen effect |
| ...de gehele auto met aluminiumfolie te bedekken.                                                           | Busted              | De folie diende als een enorme reflector, en versterkte juist de detecteerbaarheid van de auto. |
| ...Led lampjes op je nummerplaat te monteren.                                                               | Busted              | De Leds waren niet sterk genoeg om de radar te beïnvloeden |
| ...de gehele auto met Led lichtjes te bedekken.                                                             | Niet getest         | Dit idee kwam bij het brainstormen naar voren, maar bleek niet uitvoerbaar. |
| ...magnetronstraling op de radar af te vuren                                                                | Busted              | Kari's magnetron had geen effect. |
| ...stukjes aluminiumfolie af te vuren van achter de auto als een soort antiradarsneeuw.                     | Busted              | Er waren te veel variabelen om dit systeem te laten werken, voornamelijk de wind. Waarschijnlijk zou dit alleen een nog hogere bekeuring opleveren voor vervuiling.                                                                                 |
| ...een draaiend wiel met spiegels op je dak te monteren, dat langzamer draait dan de wielen van de auto.    | Gedeeltelijk Busted | Tory's "Wheel of Death" liet de radar inderdaad denken dat de auto iets langzamer reed dan hij werkelijk deed, maar niet genoeg om te ontsnappen aan een bekeuring. Ook is een dergelijk wiel erg onpraktisch, maar niet illegaal.                  |
| ...de auto geheel zwart te schilderen.                                                                      | Busted              | Geen effect |
| ...de auto geheel te verven met een speciale radarabsorberende verf, die stealth vliegtuigen ook gebruiken. | Niet getest         | De verf was zo zwaar dat de speelgoed auto die voor een eerste test werd gebruikt nauwelijks vooruit kwam. De verf is nooit getest op een echte auto, omdat je auto met deze verf overschilderen duurder zou zijn dan gewoon een bekeuring betalen. |

## Aflevering 19 — "Killer Quicksand"

### Killer Quicksand
| Mythe                                                                                                   | Status | Notities                                                                                         |
| --- | ------ | ------------------------------------------------------------------------------------------------ |
| "Dodelijk drijfzand" zoals in de films (drijfzand dat iemand langzaam naar beneden zuigt) bestaat echt. | Busted | Drijfzand is dichter dan water. Hoe groter de dichtheid, hoe makkelijker je erop blijft drijven. |

### Appliances in the Bath
| Mythe                                                                      | Status    | Notities                                                                                            |
| -------------------------------------------------------------------------- | --------- | --------------------------------------------------------------------------------------------------- |
| Je kan iemand doden door een elektrisch apparaat in een badkuip te gooien. | Confirmed | De stroom van de meeste elektrische apparaten is genoeg om iemand te elektrocuteren in een badkuip. |

### Exploding Tattoo
| Mythe                                                                      | Status | Notities |
| -------------------------------------------------------------------------- | ------ | --- |
| Tatoeages kunnen exploderen als ze worden blootgesteld aan een MRI-scanner | Busted | De componenten in de kleurstoffen van de meeste tatoeages reageren niet op magnetische velden. Componenten die dat wel doen, zoals ijzer, zul je wel voelen onder een MRI-scanner, maar de tatoeage explodeert niet. |

## Aflevering 20 — "Exploding Jawbreaker"

### Exploding Jawbreaker
| Mythe | Status    | Notities |
| --- | --------- | --- |
| Een toverbal kan exploderen indien erop wordt gebeten nadat hij in de magnetron is geweest, of lang in de zon heeft gelegen. | Confirmed | Verhitting van een toverbal kan de binnenste lagen op verschillende temperaturen verhitten, met een explosie van heel heet snoep tot gevolg. Dit is in Florida werkelijk een keer gebeurd. |

### Static Cannon
| Mythe | Status | Notities |
| --- | ------ | --- |
| Een bouwvakker kwam om het leven toen hij werd geëlektrocuteerd door een elektrostatische ontlading na een grote pvc-buis te hebben gezandstraald. | Busted | In eerste instantie werd er geen statische lading opgebouwd in de buis. Na de buis te hebben omgebouwd tot een vandegraaffgenerator en een Leidse fles kwam er wel spanning, maar te laag om iemand te doden. |

### Killer Deck
| Mythe                                                                                  | Status | Notities |
| -------------------------------------------------------------------------------------- | ------ | --- |
| Een normale speelkaart wordt een dodelijk wapen indien gegooid met voldoende snelheid. | Busted | De MythBusters bouwden een machine die kaarten kon afschieten met 120 km/u, veel harder dan een mens ooit kan gooien. Maar de kaarten hadden niet genoeg massa om dodelijke projectielen te worden. Jamie testte het uit op zichzelf, en liep enkel wat papiersneetjes op. |

## Aflevering 21 — "Ping-Pong Rescue"

### Ping-Pong Rescue
| Mythe                                                                                          | Status    | Notities                                                                                               |
| ---------------------------------------------------------------------------------------------- | --------- | --- |
| Tafeltennisballetjes kunnen worden gebruikt om een gezonken schip weer boven water te krijgen. | Plausible | De Mythbusters slaagden erin hun boot boven te krijgen met zelfs minder ballen dan eerst gedacht werd. |

### Carried Away
| Mythe                                                                                       | Status | Notities |
| ------------------------------------------------------------------------------------------- | ------ | --- |
| Een vierjarig kind kan de lucht in worden getild door een paar ballonnen gevuld met helium. | Busted | Er zijn minstens 3500 ballonnen nodig om een vierjarig kind van gemiddeld gewicht een klein stukje van de grond op te tillen. Het is dus onmogelijk dat zoiets ooit per ongeluk gebeurt. |

## Aflevering 22 — "Boom-Lift Catapult, AC vs. Windows down"

### Boom-Lift Catapult
| Mythe | Status | Notities |
| --- | ------ | --- |
| Een hoogwerker kan, indien er een gewicht onder het platform hangt en dit plotseling loslaat, in een katapult veranderen en iemand 60 meter lanceren. | Busted | Een hoogwerker kan geen katapult worden. Past toen de hoogwerker werd omgebouwd tot een slingerarm en op een paar containers werd geplaatst kon het ding Buster lanceren. Maar bij lange na geen 60 meter. |

### AC vs. Windows Down
| Mythe                                                                                          | Status              | Notities |
| ---------------------------------------------------------------------------------------------- | ------------------- | --- |
| Autorijden met de airconditioning aan verbruikt minder brandstof dan rijden met de ramen open. | Gedeeltelijk Busted | Bij 55 mph (mijl per uur) bleek de airco efficiënter, en bij 45 mph de ramen. Deze mythe werd opnieuw getest in seizoen 3, aflevering 38. |

## Aflevering 23 — "Exploding House"

### Exploding House
| Mythe                                                      | Status    | Notities |
| ---------------------------------------------------------- | --------- | --- |
| Gebruik van te veel bug bombs kan je huis doen ontploffen. | Confirmed | In San Diego is daadwerkelijk een keer een huis ontploft omdat een familie te veel bug bombs gebruikte, en deze vlamvatten, waardoor het huis ontplofte. De MythBusters bereikten ook dit effect en zelfs met een groter huis dan in de mythe. |

### Talking to Plants
| Mythe                                        | Status    | Notities |
| -------------------------------------------- | --------- | --- |
| Planten groeien beter als je tegen ze praat. | Plausible | Planten werden onderworpen aan zowel lief praten als gemeen praten van zowel Kari als Scottie. Ook werden klassieke muziek en rockmuziek uitgetest. Praten helpt wel, maar het maakt niet uit wat je zegt. Rockmuziek is het beste voor planten. |

### Needle in a Haystack
Adam en Jamie, geholpen door de Junior MythBusters, gingen de strijd met elkaar aan in het uittesten van het spreekwoord “zoeken naar een naald in een hooiberg”. In een grote hooiberg moesten beide teams, met zelfgebouwde machines, vier naalden vinden, waaronder een gemaakt van bot. Adams team won.
| Mythe                                                                      | Status | Notities                                                                             |
| -------------------------------------------------------------------------- | ------ | ------------------------------------------------------------------------------------ |
| Moderne technologie maakt dat dit spreekwoord niet meer van toepassing is. | Busted | Zelfs met hun apparaten deden de MythBusters er uren over om alle naalden te vinden. |